# Astragalus physocarpus
Astragalus physocarpus är en ärtväxtart som beskrevs av Carl Friedrich von Ledebour. Astragalus physocarpus ingår i släktet vedlar, och familjen ärtväxter. Inga underarter finns listade i Catalogue of Life.